# Friedrich Heinrich von der Hagen

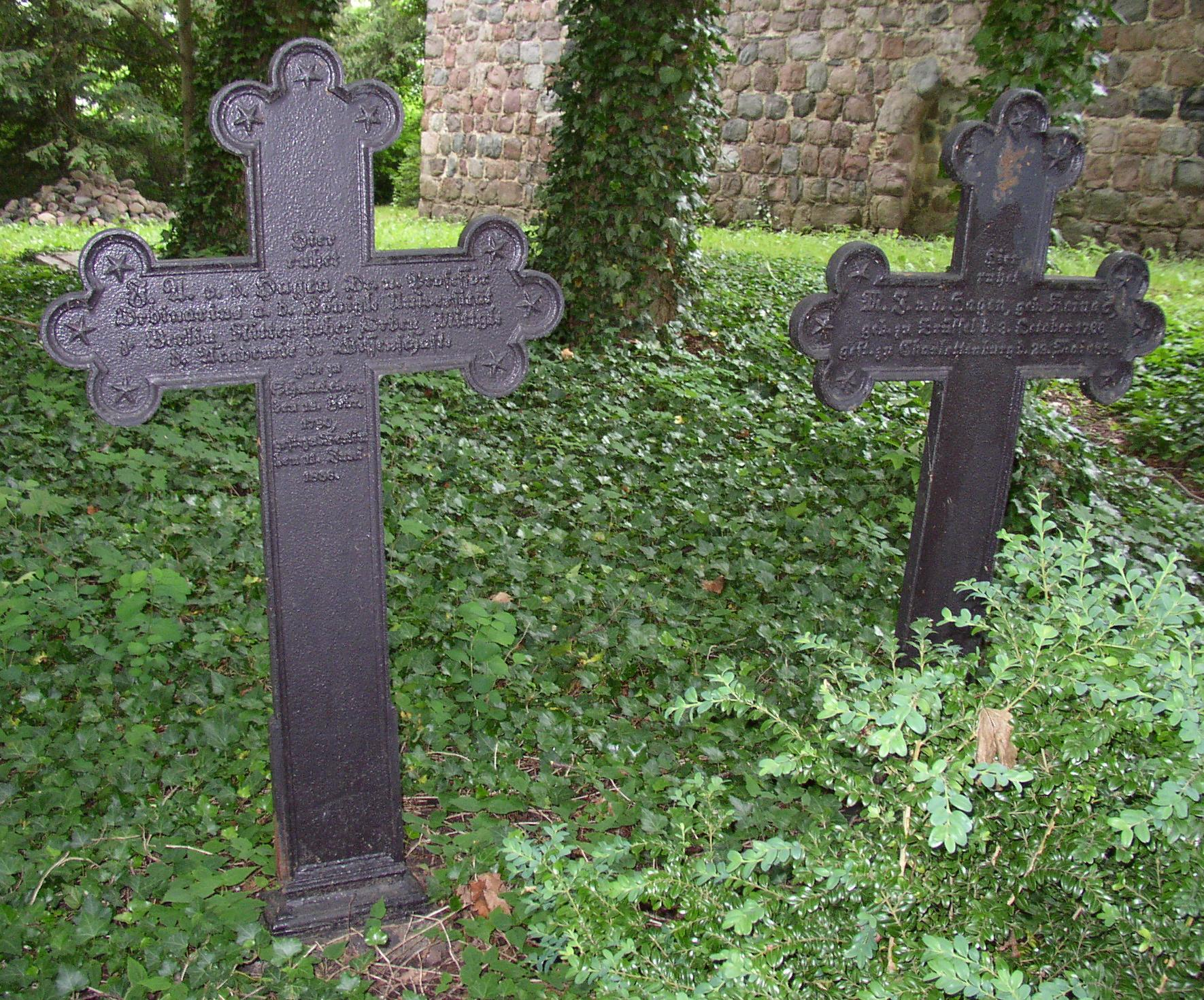
Tombe à Angermünde -Schmiedeberg

Friedrich Heinrich von der Hagen, né le 19 février 1780 et mort le 11 juin 1856, est un philologue allemand, principalement connu pour ses recherches sur la littérature en vieux haut allemand.

## Biographie
Friedrich Heinrich von der Hagen naît à Angermünde -Schmiedeberg dans la région d'Uckermark du margraviat de Brandebourg.
Après des études de droit à l'université de Halle, il obtient un poste de juriste au service de l'État à Berlin, mais démissionne en 1806 pour se consacrer exclusivement aux lettres. En 1810, il est nommé professeur extraordinaire de littérature allemande à l'Université de Berlin. L'année suivante, il est muté à l'université de Breslau dans une fonction similaire, et en 1821, il retourne à Berlin comme professeur ordinaire.
Il meurt le 11 juin 1856 à Berlin.

## Publications
Principales publications :
- Nibelungenlied, dont il a publié quatre éditions, la première en 1810 et la dernière en 1842[1].
- Minnesinger (Leipzig, 1838–1856, 4 vols. in 5 parties)[1]
- Lieder der altern Edda (Berlin, 1812)[1]
- Gottfried von Strassburg (Berlin, 1823)[1]
- une collection de contes en vieux allemand sous le titre Gesammtabenteuer (Stuttgart, 1850, 3 vol.)[1]
  - volume 1, volume 2, volume 3
- Heldenbuch (en) (Leipzig, 1855)[1].
- Die Thidrekssaga.
- Hundert Deutsche Erzählungen (y compris Der Busant, 1850; republié en 1961)

Il a également publié Über die ältesten Darstellungen der Faustsage (Berlin, 1844) ; et à partir de 1835, il édita Das neue Jahrbuch der Berlinischen Gesellschaft der deutsche Sprache und Altertumskunde . Sa correspondance avec Christian Gottlob Heyne et Georg Friedrich Benecke a été publiée par K. Dziatzko (Leipzig, 1893).
Bien que son œuvre critique soit aujourd'hui totalement dépassée, on lui attribue le mérite d'avoir éveillé l'intérêt pour la poésie allemande ancienne.